# Alston (Cumbria)
Alston è un paese di 1.128 abitanti della contea del Cumbria, in Inghilterra.